# CBSイブニングニュース
『CBSイブニングニュース』（CBS Evening News）は、アメリカCBSニュースが製作し、CBSネットワークで放送されているニュース番組。1948年に放送を開始した。放送時間は、平日版は午後6時30分から午後7時00分（ET/PT）、日曜版は午後6時00分から午後6時30分（ET/PT）。PodcastやYouTubeのCBSニュース公式チャンネルで無料配信されている。

## 歴史

### 草創期
CBSネットワークの旗艦局であるWCBW（現：WCBS-TV）では開局当初、午後8時に平日夜のニュース番組を放送していた。1946年からはCBSラジオ出身のダグラス・エドワーズがアンカーを務め、1948年5月3日に『CBSテレビジョンニュース』として再出発を切る。この番組は後に『ダグラス・エドワーズ・ウィズ・ザ・ニュース』とタイトルを変え、これが『CBSイブニングニュース』と一般に呼称されるようになった。
番組は1950年代半ばまでは好評を得ていたが、1956年、NBCが同時間帯で『ハントリー・ブリンクリー・リポート』の放送を開始したことにより、視聴率が低下する。その結果、『ダグラス・エドワーズ・ウィズ・ザ・ニュース』は放送時間の変更を余儀なくされた。

### クロンカイト時代

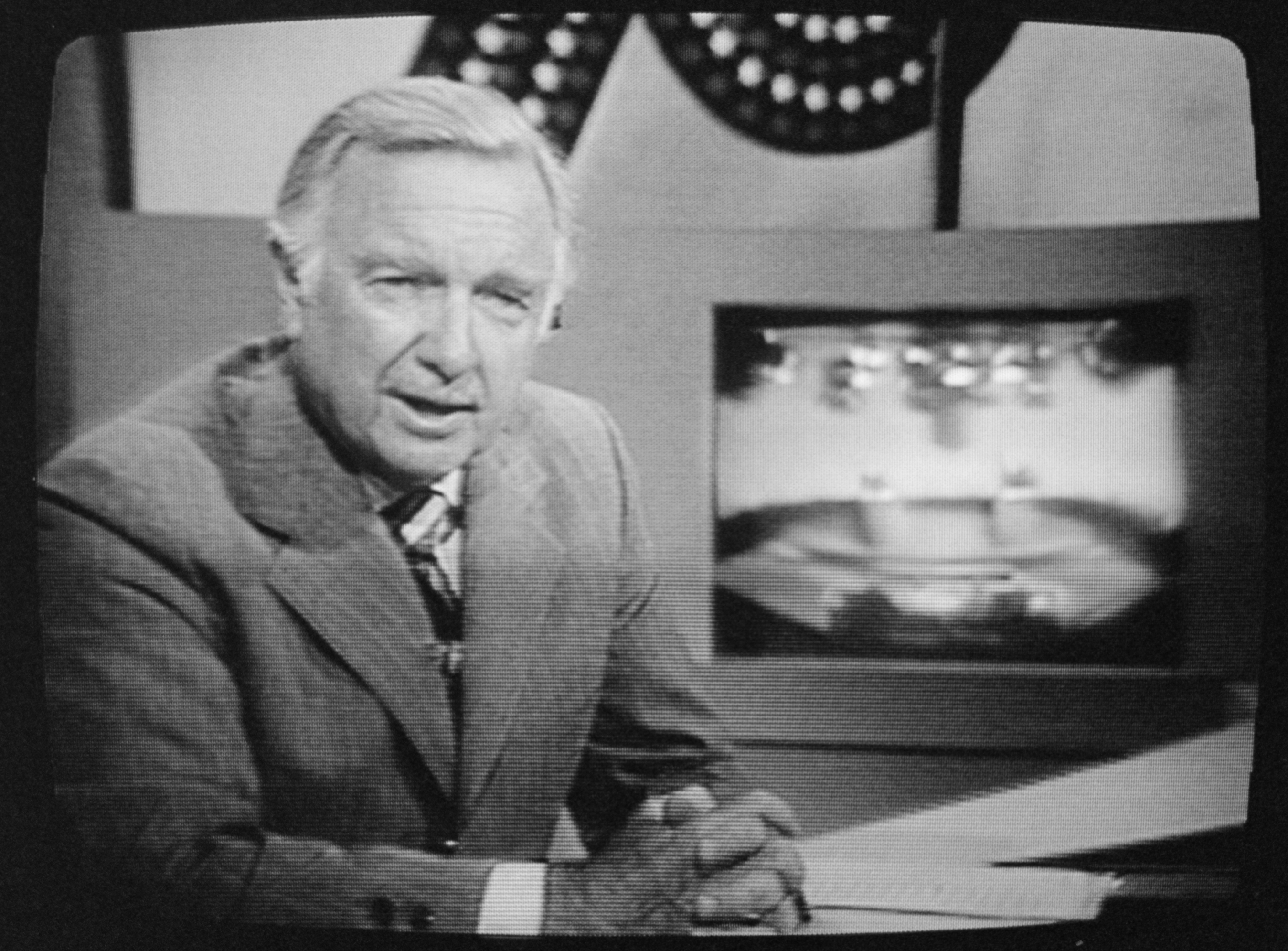
1976年アメリカ合衆国大統領選挙討論会を報じるウォルター・クロンカイト（1976年9月23日）

1962年4月16日、ウォルター・クロンカイトが後任のアンカーに就任し、1963年9月2日、番組名は正式に『CBSイブニングニュース』と変更される。
ジョン・F・ケネディ大統領時代の1960年代、クロンカイトはNBCの『ハントリー・ブリンクリー・リポート』に劣っていた番組視聴率を就任後トップに引き上げた。クロンカイトの真摯な報道姿勢はアメリカ国民の70％以上から支持され、クロンカイトは別名「大統領よりも信頼できるニュースアンカー」と呼ばれるほどであった。クロンカイトの存在がこの番組の全盛期を築いたといえる。
『CBSイブニングニュース』は、その日一日に起きたニュースをスタジオからメインアンカーがまとめて放送するという形式を初めて採用したニュース番組であり、現在、この方式は世界中のテレビ局で採用されている。そのため、この番組は他のニュース番組と比べて歴史的に特別視されている。
ベトナム戦争について、クロンカイトは当初は客観的な立場からの報道を続けていたものの、南ベトナム解放民族戦線による南ベトナムへの攻撃「テト攻勢」が起きると、1968年2月に「民主主義を擁護すべき立場にある『名誉あるアメリカ軍』には、これ以上の攻勢ではなく、むしろ交渉を求める」と厳しい口調で発言。ベトナム戦争継続に反対を表明し、アメリカの世論に大きな影響を与える。クロンカイトの発言を聞いた当時の大統領リンドン・ジョンソンは「クロンカイト（の支持）を失うということは、アメリカの中産階級（の支持基盤）を失うということだ」と嘆いたという。その後、保守派の多くもベトナム戦争継続に懐疑的となり、ジョンソンは再選を目指す1968年アメリカ合衆国大統領選挙への立候補断念を発表するに至った。
1980年2月14日にクロンカイトは番組からの降板を発表し、1981年3月6日をもって降板する。これはCBSの定年退職制度によるもので、番組降板後もクロンカイトはCBSやCNNなどの特派員や執筆活動を通じてジャーナリストとして活動した。

### ラザー時代

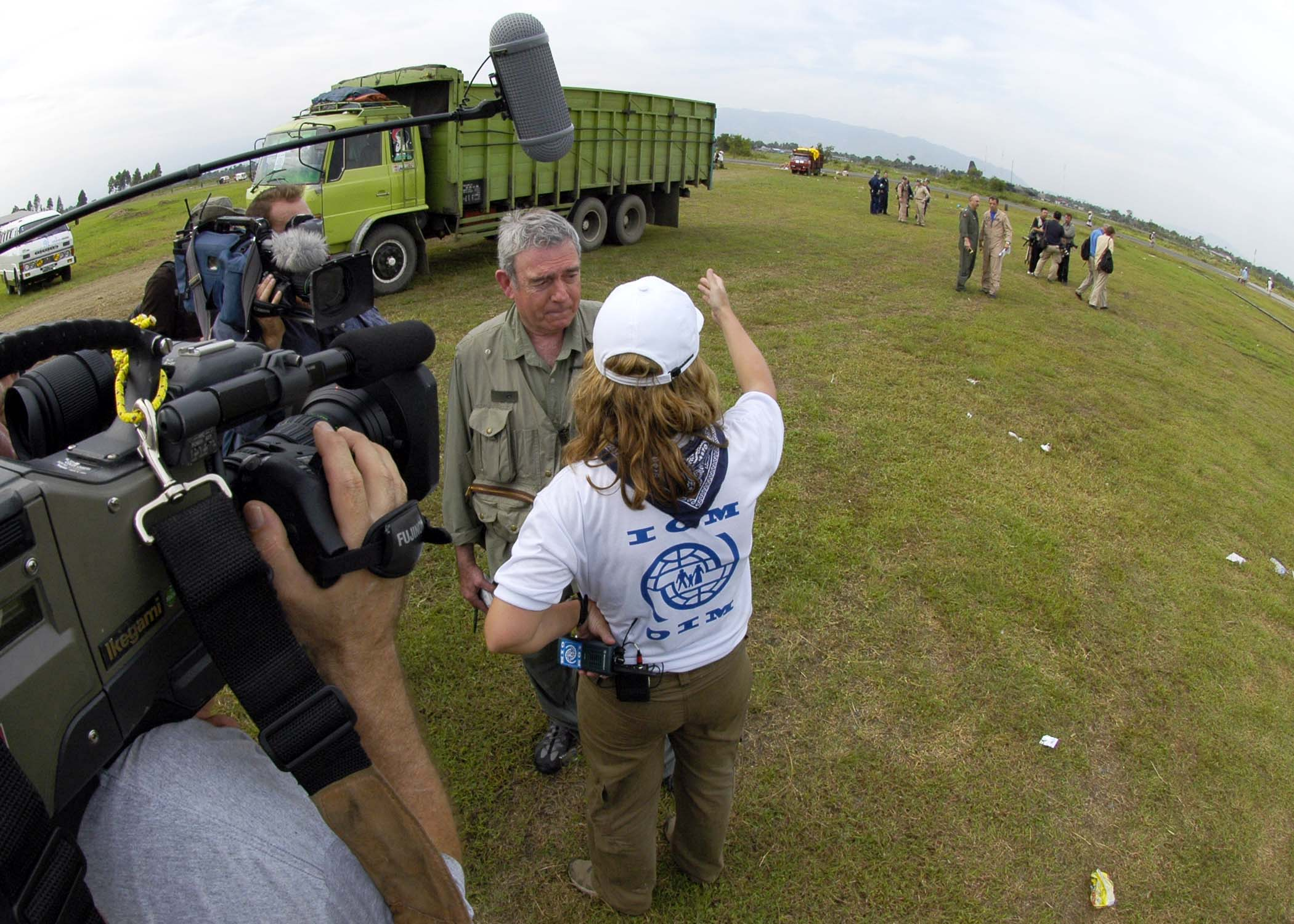
スマトラ島で国際移住機関の活動を取材するダン・ラザー（2005年1月3日）

1981年3月9日、ダン・ラザーが平日版の新たなアンカーに就任する。クロンカイト同様、ラザーも国際的に有名なアンカーとなり、『NBCナイトリーニュース』のトム・ブロコウ、『ワールドニューストゥナイト』のピーター・ジェニングスと並んで「ビッグ3」と称される。
前任アンカーのクロンカイトは、番組のエンディングを「And that's the way it is.（日本語訳：「では、今日はこんなところです」）」という挨拶で締めくくっていたが、ラザーは「That's the part of world tonight.（日本語訳：「今夜世界では、こんなこともありました」）」という挨拶を使用していた。
1990年代後半には、番組プロモーションのBGMにジーザス・ジョーンズの『Right Here Right Now』が使用されている。
2003年2月にはサッダーム・フセインとの単独会見に成功するも、他のメディアからは「利敵行為」として批判を受けた。併せて、ホワイトハウスからもフセインの主張に反論する機会を要求される。ラザーはCNNの『ラリー・キング・ライブ』に出演し、「様々な批判を受けることは承知の上で、私とアメリカ国民が知りたいことを問い質すことがジャーナリストの務めだと考えたため、単独会見を行った」と釈明した。会見に際してフセイン側から質問の事前提示は要求されなかったことや、取材における制限は受けなかったこと、すべての取材テープをそのまま持ち帰ったことなどを説明した。
2004年大統領選挙期間中、現職大統領ジョージ・W・ブッシュの軍歴詐称をスクープして反響を呼ぶが、詐称の証拠とされた文書が偽造されたものであることが判明し、番組内で謝罪した。その後の社外調査の結果、報道内容が公正さと正確さを欠いていたとの結論が出され、CBSは報道部門の幹部4人を解雇するとともに、ラザーとの番組契約を更新しないことを決定する。番組担当開始から24年目にあたる2005年3月9日を最後に、ラザーは番組を降板した。当時の一部報道によると、問題の起こる以前からCBS首脳陣と降板について調整が行われていたという（なお、ラザーは『60 Minutes II』への出演は続けていたが、この番組も2005年6月に終了。2006年6月、ラザーはCBSを退社した）。

### クーリック時代

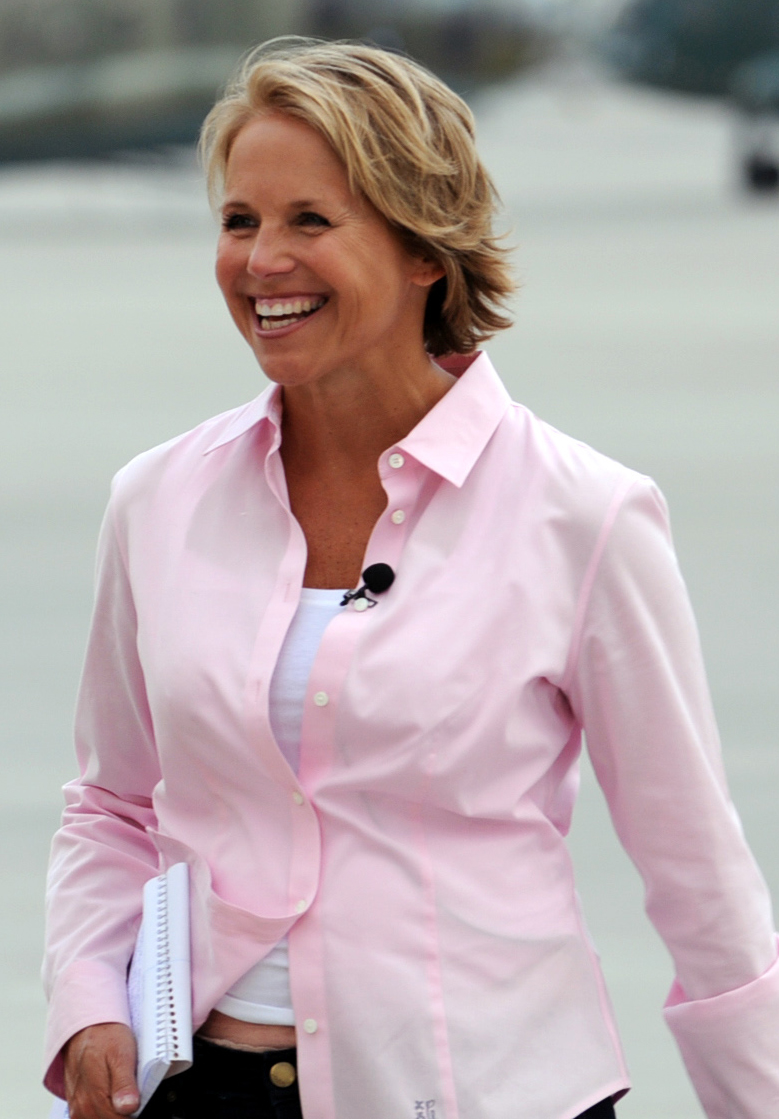
アフガニスタンで現地取材するケイティ・クーリック（2010年8月18日）

ラザーの後任として日曜の政治討論番組『フェイス・ザ・ネイション』ホストのボブ・シーファーが暫定的にアンカーを担当したが、2006年4月5日、CBSはこれまで有力候補とされていたNBCのモーニングニュースショー『トゥデイ』の女性アンカー、ケイティ・クーリックが『トゥデイ』を5月末に降板し、『CBSイブニングニュース』のアンカーになることを正式に発表する。3大ネットワークの全国ニュース番組で女性が単独アンカーを務めるのはアメリカテレビ史上これが初めてとされ、注目された。
ジャーナリスト経験が浅いクーリックの起用に関しては賛否両論が起きたが、2006年9月5日にクーリックが平日版の新アンカーに就任した結果、視聴率で『NBCナイトリーニュース』と『ABCワールドニュース』を抜いてトップに立つなどして当初は一応の成功を収める。しかし、懸念が的中したのか、すぐに定位置の「視聴率3位」に逆戻りし、前述の2番組に大きく水をあけられることとなった。
2006年から2009年まで、平日版オープニング時に流れる「This is the CBS Evening News with Katie Couric.（日本語訳：「ケイティ・クーリックがお伝えする『CBSイブニングニュース』の時間です」）」というタイトルコールは、平日版の元アンカーであったクロンカイトの声を使用していた。2009年7月のクロンカイト逝去後もしばらく使用されていたが、2010年1月2日の放送を最後にクロンカイトのタイトルコールは使われなくなった。なお、クロンカイトのタイトルコールが最後に使用された日、クーリックは休日で、アンカーは代理が担当していた。
2008年7月28日放送分からはハイビジョン制作となる。

### ペリー時代

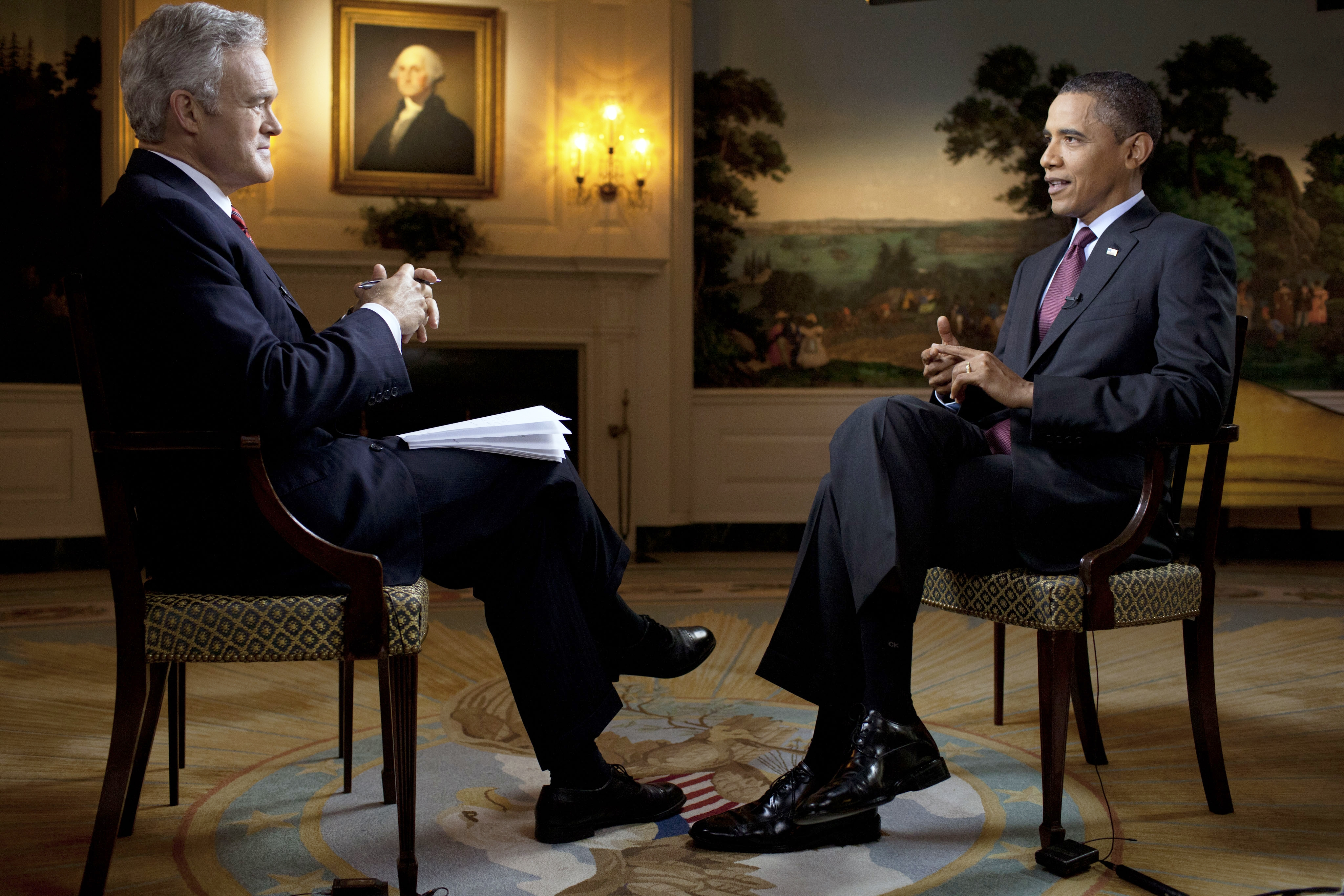
アメリカ合衆国大統領バラク・オバマにインタビューするスコット・ペリー（2011年7月12日）

2011年4月、一部メディアでクーリックの番組降板が報道される。CBSは5月6日、クーリックの降板を公式に認めるとともに、後任アンカーをスコット・ペリーに決定したと発表。5月13日には、番組内でクーリック本人が5月19日放送分を最後に番組を降板することを発表する。
ハリー・スミスによる暫定アンカー期間を経て、6月6日、ペリーが平日版の新しいアンカーに就任した。2016年5月、番組のテーマ曲がジョエル・ベッカーマン作曲のオリジナル曲へと変更された。
クーリック時代のソフト路線・インフォテインメント路線とは対照的に、ペリー時代には外交政策や経済問題をはじめとする硬派路線が採用された。結果として『CBSイブニングニュース』の視聴者数は2011年から6年連続で増加したものの、3大ネットワークの夕方ニュース番組としては「視聴率3位」の定位置を脱却するまでには至らなかった。2016年大統領選挙のCBS開票特別番組では『CBSイブニングニュース』のフォーマットが応用され、ペリーがメインのアンカーを担当した。
2017年5月30日、ペリーの番組降板が一部メディアで報じられる。5月31日にペリーの降板が正式に発表され、6月6日にはペリーが番組アンカーとして出演する最後の放送回が6月16日に決定したことも発表された。『CBSイブニングニュース』降板後も、ペリーは引き続き『60 Minutes』のリポーターとしてCBSに残留する。

### グロール時代
2017年6月19日からは『CBSディス・モーニング・サタデー』アンカーのアンソニー・メイソンが暫定アンカーを務めていたが、2017年10月25日、『CBSイブニングニュース』平日版の新しいアンカーに元土曜版アンカーのジェフ・グロールが就任することが発表される。
12月4日、グロールが平日版の新アンカーに就任した。土曜版アンカーのリーナ・ナイナン、日曜版アンカーのエレイン・キハノはそれぞれ続投し、番組のテーマ曲も2016年5月から使用されている楽曲が引き続き採用された。

### オドネル時代

オドネル時代の番組ロゴ

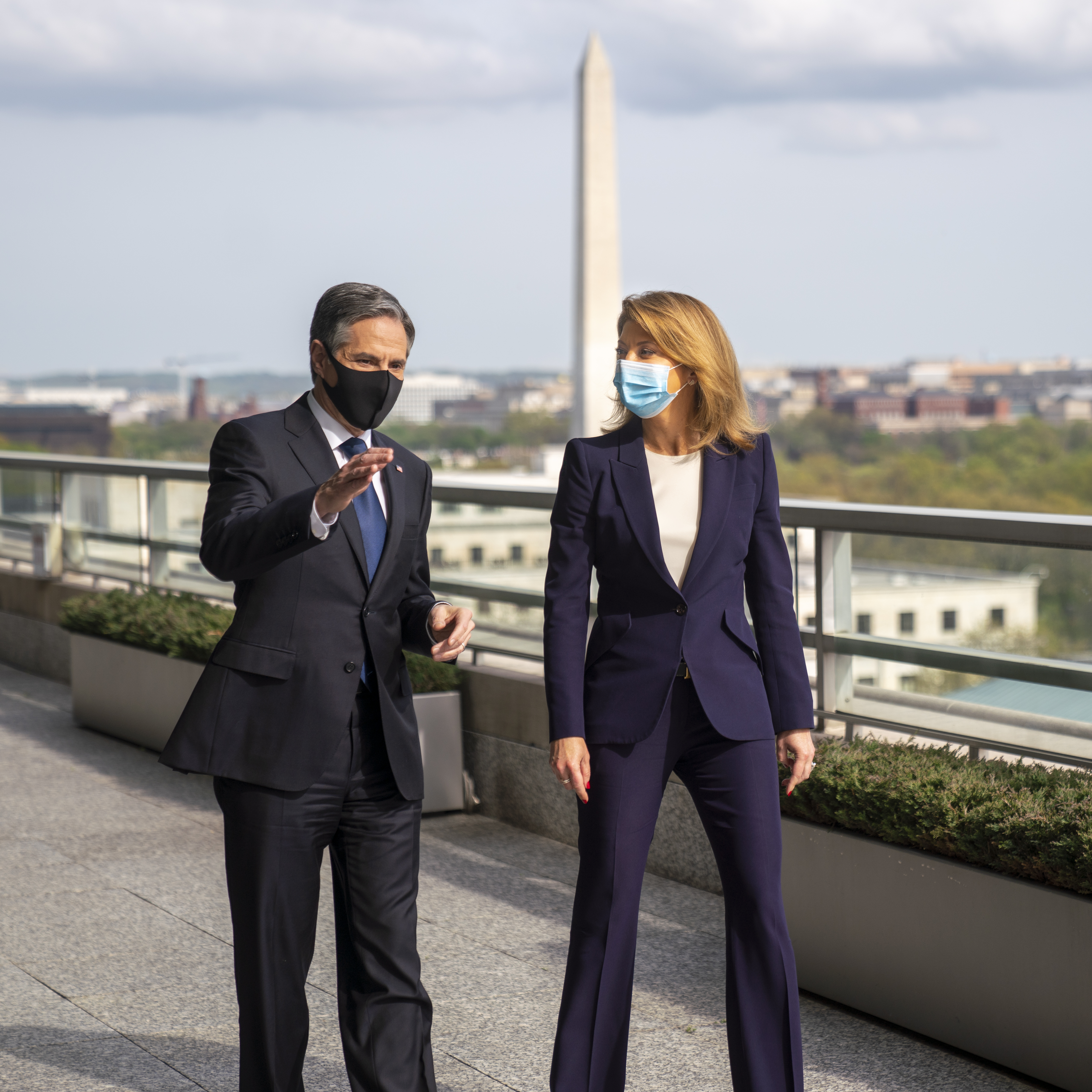
アメリカ合衆国国務長官アントニー・ブリンケンにインタビューするノラ・オドネル（2021年4月10日）

2019年5月6日、5月10日の放送をもってグロールが番組を降板し、『CBSディス・モーニング』アンカーのノラ・オドネルが後任の平日版アンカーに就くことが発表される。併せて、同年秋ごろからは番組がワシントンD.C.のスタジオから生放送されることも発表された。3大ネットワークの夕方ニュース番組がニューヨーク以外のスタジオから放送されるのは、1978年の『ABCワールドニュース』以来のこととなる。また、週末版のアンカーであるナイナンとキハノは続投とされたため、CBSの夕方ニュースは全日において女性がアンカーを務めることになった。
アンソニー・メイソンやジム・アクセルロッドらによる暫定アンカー期間を経て、7月15日、オドネルが平日版の新アンカーに就任する。スタジオセットがわずかにリニューアルされたほか、番組のテーマ曲にもアレンジが加えられた。
2022年4月8日、オドネルが少なくとも2024年大統領選挙までの契約を更新したと報じられた。番組のリブランディングが同年8月29日に発表され、世界地図のモチーフ（クロンカイト時代へのオマージュとしてCBSニュースの番組で頻繁に使用されてきたデザイン）と、2020年に初めて導入されたCBSのブランドアイデンティティの要素が特徴となった。併せて、ブランド変更の一環としてアントフード作曲の新しいテーマ曲を導入した。このテーマ曲はラザー時代とペリー時代に使用されていたジョン・トリヴァーズとエリザベス・マイヤーズによるテーマ曲をアレンジしたもので、ネットワーク向けの音響ブランディングが組み込まれている。

### 現在
2024年7月30日、オドネルが2024年大統領選挙後に番組を降板することが発表される。8月1日、リニューアル後の番組では1997年以来となる共同アンカー制を採用することが発表されるとともに、『60ミニッツ』エグゼクティブプロデューサーのビル・オーウェンズをスーパーバイジングプロデューサーに起用することが公表された。
2025年1月23日をもってオドネルが番組を正式に降板し、1月27日からジョン・ディッカーソンとモーリス・デュボアによる共同アンカー制がスタートする。番組のリニューアルに伴い、トリヴァーズ＝マイヤーズ作曲のオリジナルテーマ曲が復活した。リニューアル当初は『60ミニッツ』のように特定のニュースを深掘りして報じていたが、2月以降はその日のニュースをヘッドライン形式で伝える伝統的なフォーマットに改めた。
2月10日、延長版となる『CBSイブニングニュースプラス（CBS Evening News Plus）』が開始した。この番組ではディッカーソンが単独でアンカーを務め、本編は『CBS News 24/7』で放送されたのち、YouTube公式チャンネルなどでも配信される。

## 週末版
1966年2月に週末夕方にも拡大し、最初のアンカーはロジャー・マッドが担当した。日曜日版は、加盟局が連邦通信委員会のプライムタイムアクセスルールによって課された要件を満たすのを助けるために、CBSが東部時間18:00（中部時間17:00）の時間枠で『60ミニッツ』を放送し始めた1971年9月に終了された。日曜日版は1976年1月に復活し、ネットワーク各局は1時間後の東部時間19:00に『60ミニッツ』を移動し、今日も続いている（『NFL on CBS』がダブルヘッダーを放送する予定の場合を除く。これらの日曜日、『60ミニッツ』は東部時間19:30にスケジュールされている）。
2011年から2014年まで、土・日曜日版に別々のアンカーを使用した唯一の全国ネット夕方ニュース番組だった（『NBCナイトリーニュース』は、ジョン・セイゲンターラー (アンカーマン)を1999年に土・日曜日版のアンカーに任命されるまで、以前は両方の週末の放送に別々のアンカーを起用していたが、『ABCワールドニュース・トゥナイト』は、土曜日版アンカーであるデイビッド・ミュアーが、2011年の日曜日版でもアンカーの任務を引き受けるまで、週末版で別々のアンカーを維持していた）。ジョン・ロバーツ (ジャーナリスト)は、1999年の数ヶ月間、土・日曜日版の両方を担当した。最近では、ラス・ミッチェルは、2011年12月にオハイオ州クリーブランドのNBC系列・WKYCでニュースキャスターを務めるため、CBSニュースからの退職を発表するまで、週末版アンカーを務めた。翌年、ミッチェルの後任は、土曜日がジム・アクセルロッド、日曜日がジェフ・グロールとなった。
『CBSイブニングニュース』の週末版は、CBSスポーツ制作の番組により、定期的に省略または完全に横取りされた。2016年5月2日、CBSは、2016年5月7日に週末版を『CBSウィークエンドニュース（CBS Weekend News）』として刷新し、土曜日版と日曜日版をそれぞれリーナ・ナイナンとエレイン・キハノがアンカーに着任することを発表した（土曜日版は、『SEC on CBS』のため、同年9月から12月中旬まで西海岸でのみ放送される）。CBSニュースの編集長であるスティーブ・ケイプスは、「スポーツの超過と徹底的な先取りの数を考えると、通信社として、よりスマートな24時間のアプローチを考え出す方がよいだろう。 世界をカバーし、すべての拠点をカバーしていることを確認する」と主張した。

### 新型コロナウイルス感染症の影響
2020年3月、新型コロナウイルス感染症（COVID-19）の流行により、多くのCBSニュースのスタッフがウイルス検査で陽性となった後、ニューヨーク市のCBS放送センターが一時的に閉鎖された。ネットワーク各局は短期間で施設を再開したが、CBSニュース社長のスーザン・ジリンスキーによる多くの企業指令と共に、検査で陽性反応が出た結果、放送センターが2度目の無期限閉鎖を余儀なくされた。今後3か月間、週末のスポーツイベントが無くなったため（主にCBSの2020年NCAA男子バスケットボールトーナメントの報道がキャンセルされ、2019〜2020年のPGAツアーシーズンが一時的に中断されたため）、スポーツの先取りが発生する可能性が低くなり、『CBSウィークエンドニュース』も劇的に変更され、CBSニュースのスタッフが特定の制作サービスを外部に委託して、CBSコーポレーションが直接保有する直営局と加盟局を選択した。これらの直営局と加盟局は、現地のニュース番組のメインアンカーが当番組のアンカーとして担当し、そのスタジオからニュースを伝えた。各地のCBS系列局と関連会社の利用は、感染拡大の際にすでに責任が増していたため、平日の『CBSイブニングニュース』の本拠地であるCBSニュースワシントン支局への圧力を軽減するためだった。
以下のCBS系列局は、2020年3月14日から同年5月31日まで『CBSウィークエンドニュース』の制作を支援した。なお、直営局は太文字で表記する。
- 3月14日〜15日:KCBS-TV（ロサンゼルス）[14]
- 3月21日〜22日・28日〜29日:KTVT（ダラス・フォートワース複合都市圏）[13]
- 4月4日〜5日:KCNC-TV（デンバー）[15]
- 4月11日〜12日:KHOU（ヒューストン）[16]
- 4月18日〜19日:WGCL-TV（アトランタ）[17]
- 4月25日〜26日:WUSA（ワシントンD.C.）[18]
- 5月2日〜3日:KIRO-TV（シアトル）[19]
- 5月9日〜10日:WTTV（インディアナポリス）[20]
- 5月16日〜17日:KOIN（オレゴン州ポートランド）[21]
- 5月23日〜24日:KOVR（サクラメント）[22]
- 5月30日〜31日:KMOV（セントルイス）[23]

2020年6月7日（週末のジョージ・フロイド抗議運動を取り上げた『CBSイブニングニュース』土曜特別版が前日放送）から同年12月まで、CBSスポーツがPGAツアーの生中継を再開する予定で、CBS放送センターからの全てのCBSニュース番組の制作が一時的に停止されたままだったため、CBSニュースはワシントン支局長のメージャー・ギャレットまたはロサンゼルス担当記者のジェイミー・ユッカスがアンカーを務める『CBSウィークエンドニュース』の制作を全面的に再開した。同年12月4日、CBSニュースは記者のエイドリアナ・ディアスとジェリカ・ダンカンが常任アンカー職に昇進すると発表し、ディアスはWBBM-TVのシカゴ支局から土曜日版を担当し、ダンカンはCBS放送センターから日曜日版を担当することになった。

## 西部版
CBSは1979年に番組の西部版を導入し、テリー・ドリンクウォーターがアンカーを務め、ロサンゼルス支局に拠点を置くスタッフが平日夜に放送される主要な『CBSイブニングニュース』の更新のために待機した。この状況は1985年9月まで続き、CBSニュースはテッド・ターナーによる同ネットワーク乗っ取りの試みを上手く交わした後、ロサンゼルス支局で人員削減を開始した。番組は最終的に、ニューヨーク市と現在はワシントンのスタジオで西部版の制作を再開した（必要に応じて、番組が放送される遠隔地から制作されることもある）。ホストが「Good evening to our viewers in the West.（西部の視聴者の皆さん、こんばんは）」とアナウンスし、最新ニュースを反映するためにパッケージが更新される場合がある。

## 歴代アンカー

### 平日版
- 1948年5月 - 1962年4月：ダグラス・エドワーズ（Douglas Edwards）
- 1962年4月 - 1981年3月：ウォルター・クロンカイト（Walter Cronkite）
- 1981年3月 - 1993年5月：ダン・ラザー（Dan Rather）
- 1993年6月 - 1995年5月：ダン・ラザー、コニー・チャン（Connie Chung）

※2人アンカー体制になる。
- 1995年5月 - 2005年3月：ダン・ラザー

※2人アンカー体制は2年間続いたが、ラザーとチャンのソリが合わず、ラザーが単独でアンカーを務める元の体制に戻る。
- 2005年3月 - 2006年9月：ボブ・シーファー（Bob Schieffer）

※クーリック就任までの暫定アンカー。シーファーは過去に『CBSイブニングニュース』週末版でアンカーを務めていた。
- 2006年9月 - 2011年5月：ケイティ・クーリック（Katie Couric）
- 2011年5月 - 2011年6月：ハリー・スミス（Harry Smith）

※ペリー就任までの暫定アンカー。
- 2011年6月 - 2017年6月：スコット・ペリー（Scott Pelley）
- 2017年6月 - 12月：アンソニー・メイソン (Anthony Mason)

※グロール就任までの暫定アンカー。
- 2017年12月 - 2019年5月：ジェフ・グロール（Jeff Glor）
- 2019年7月 - 2025年1月：ノラ・オドネル（Norah O'Donnell）
- 2025年1月 - 現在：ジョン・ディッカーソン（John Dickerson）、モーリス・デュボア（Maurice DuBois）

※1997年以来となる2人アンカー体制。

### 週末版

CBS Weekend Newsロゴ（現行）

土曜日と日曜日には、平日版と同様のフォーマットで「週末版」が放送されている。1971年9月から1975年12月までは、同時間帯に『60 Minutes』が放送されたため週末版が放送されないことがあった。
2016年5月7日の放送回から番組名が『CBSウィークエンドニュース』（CBS Weekend News）に変更され、平日版とは別番組扱いとなったが、フォーマット自体に大きな変更はない。
土曜版
- 1966年2月 - 1971年9月：ロジャー・マッド（Roger Mudd）
- 1970年代：ダン・ラザー
- 1977年 - 1996年：ボブ・シーファー

※日曜版と兼務。
- 1996年 - 1998年頃：ポーラ・ザーン（Paula Zahn）
- 1998年頃 - 2000年代：ソーリア・アシューラス（Thalia Assuras）
- 2007年以降 - 2011年：ジェフ・グロール（Jeff Glor）
- 2011年 - 2011年12月：ラス・ミッチェル（Russ Mitchell）

※日曜版と兼務。
- 2012年1月 - 12月：不定

※ただし、ジム・アクセルロッド（Jim Axelrod）が務めることが多かった。
- 2013年1月 - 2016年5月：ジム・アクセルロッド
- 2016年5月 - 2020年：リーナ・ナイナン（Reena Ninan）
- 2020年 - 2024年：エイドリアナ・ディアス（Adriana Diaz）
- 2024年：ナンシー・チェン（Nancy Chen）
- 2024年 - 現在：ジェリカ・ダンカン（Jericka Duncan）

日曜版
- 1970年代後期 - 1980年代頃：モートン・ディーン（Morton Dean）
- 1973年 - 1997年：ボブ・シーファー

※1977年から1996年まで土曜版と兼務。
- 1988年 - 1989年：スーザン・スペンサー（Susan Spencer）
- 1990年代：コニー・チャン

※チャンは1993年から1995年までダン・ラザーと共同で平日版アンカーを務めていたが、その後週末版アンカーに降格した。
- 1990年代：ジョン・ロバーツ（John Roberts）
- 2011年 - 2011年12月：ラス・ミッチェル

※土曜版と兼務。
- 2012年1月 - 2016年5月：ジェフ・グロール
- 2016年5月 - 2020年：エレイン・キハノ（Elaine Quijano）
- 2020年 - 現在：ジェリカ・ダンカン（Jericka Duncan）

※2024年からは土曜版と兼務。

## 音声形式
『CBSイブニングニュース』の音声同時放送は、どちらも、かつてはCBSラジオが所有していたオールニュース放送局であるWCBSとKYWで平日に放送されている。放送の最初の13～15分だけが放送され、その後、通常の番組が再開される。ラジオ放送に加えて、ポッドキャストとしても利用できる。

## 国際展開
日本ではニュース提携を結んでいるTBSテレビを通じて、以前は地上波で早朝および深夜に放送していた（TBSテレビ以外でも、北海道放送、静岡放送など一部TBS系列局で2002年 - 2003年ごろまで放送していた）。また、CS「TBS NEWS（旧TBSニュースバード）」では同時放送が行われ（毎週火曜日から金曜日まで朝の時間帯、いずれも二ヶ国語放送）、現地日曜版も日本時間月曜午前11時38分ごろから放送（ただし通訳はなし）、毎週火曜日から金曜日まで同時間で再放送もされていたが、いずれも2021年3月までに放送を打ち切った。
なおBS-TBSでも2013年9月27日の放送まで、基本的にアメリカが夏時間となる年度上半期（4-10月）のみに限って放送していた（11-3月は休止。この間TBSスタジオからの「TBSニュースバード」同時放送）が、10月1日からの番組改編に伴いBS-TBSとニュースバードのサイマル放送が4時台に繰り上げられたため、終了となった。
イギリスでは「SKY NEWS」が毎週火曜から土曜まで、午前0時30分から1時00分までと5時30分から6時00分までの2回放送している（時刻はイギリス時間）。

### 同時通訳者
NHK BS1での『ABCワールドニュース』には3人、日テレNEWS24・BS日テレでの『NBCナイトリーニュース』には2人の同時通訳者が就くのに対し、この番組では1人の同時通訳者が30分通して担当する。
- 永井恵理子
- 柴原早苗
- 石木明美
- 鶴田知佳子
- 富田嘉子
- 石川由利子
- 飯田雅美
- 加賀谷まり子
- 稲生衣代
- 山田敦子
- 石井麻由子
- 鎌倉みどり
- 高山絵美
- 戸谷比呂美
- 野口由紀子
- 吉田久子
- 新崎隆子
- 松田喜和子
- 杉澤紀美子
- 武内千瑞子